# Hợp tác

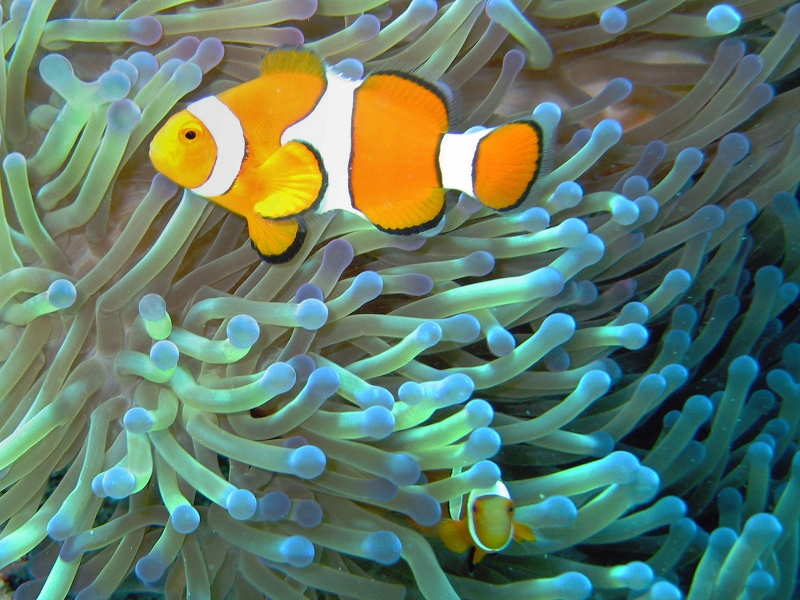
Nhiều loài động vật hợp tác với nhau trong sự cộng sinh lẫn nhau. Một ví dụ là cá hề ocellaris, sống giữa các xúc tu của hải quỳ Ritteri. Hải quỳ cung cấp cho cá hề sự bảo vệ khỏi những kẻ săn mồi của chúng (không thể chịu đựng được các vết chích của hải quỳ), trong khi cá bảo vệ hải quỳ chống lại cá bướm (ăn hải quỳ)

Hợp tác là quá trình các nhóm sinh vật làm việc hoặc hành động cùng nhau vì lợi ích chung, chung hoặc một số lợi ích cơ bản, trái ngược với hoạt động cạnh tranh vì lợi ích ích kỷ. Nhiều động vật và thực vật loài hợp tác cả với các thành viên khác của loài riêng của họ và với các thành viên của các loài khác (cộng sinh hoặc hỗ sinh).

## Giữa con người
Con người hợp tác vì những lý do tương tự như các động vật khác: lợi ích trước mắt, liên quan đến di truyền và có đi có lại, nhưng cũng vì những lý do đặc biệt của con người, như tín hiệu trung thực (tương hỗ gián tiếp), lựa chọn nhóm văn hóa và vì những lý do liên quan đến tiến hóa văn hóa.
Ngôn ngữ cho phép con người hợp tác trên quy mô rất lớn. Một số nghiên cứu đã cho rằng sự công bằng ảnh hưởng đến sự hợp tác của con người; các cá nhân sẵn sàng trừng phạt dù mình cũng bị thiệt hại (hình phạt vị tha) nếu họ tin rằng họ đang bị đối xử bất công. Sanfey và cộng sự đã tiến hành một thí nghiệm trong đó 19 cá nhân được quét bằng MRI trong khi chơi một trò chơi tối hậu thư trong vai trò của người phản hồi. Họ đã nhận được đề nghị từ các đối tác khác của con người và từ một đối tác máy tính. Những người được hỏi đã từ chối những lời đề nghị không công bằng từ các đối tác của con người với tỷ lệ cao hơn đáng kể so với những người từ một đối tác máy tính. Thí nghiệm cũng cho rằng hình phạt vị tha có liên quan đến những cảm xúc tiêu cực được tạo ra trong những tình huống không công bằng bởi phần trước của não.
Nó đã được quan sát thấy rằng điểm hình ảnh thúc đẩy hành vi hợp tác trong các tình huống không có khả năng có đi có lại. Trong những tình huống liên quan đến danh tiếng và địa vị, con người có xu hướng hợp tác nhiều hơn.  

## Giữa các động vật khác
Hợp tác là phổ biến ở các động vật không phải con người. Bên cạnh sự hợp tác với lợi ích trước mắt cho cả hai diễn viên, hành vi này dường như xảy ra chủ yếu giữa những con vật có quan hệ họ hàng. Dành thời gian và nguồn lực hỗ trợ một cá nhân có liên quan thoạt đầu có vẻ phá hoại cơ hội sống sót của sinh vật nhưng thực sự có lợi trong thời gian dài. Vì các các thể có quan hệ họ hàng chia sẻ một phần cấu trúc di truyền của họ, việc tăng cường cơ hội sống sót của nhau thực sự có thể làm tăng khả năng các đặc điểm di truyền của cá thể trợ giúp sẽ được truyền lại cho các thế hệ tương lai. Mô hình kéo hợp tác là một thiết kế thử nghiệm được sử dụng để đánh giá xem và trong những điều kiện nào động vật hợp tác. Nó liên quan đến hai hoặc nhiều động vật kéo phần thưởng về phía mình thông qua một bộ máy mà chúng không thể hoạt động thành công một mình.
Một số nhà nghiên cứu khẳng định rằng hợp tác phức tạp hơn thế. Họ duy trì rằng những cá thể trợ giúp có thể nhận được nhiều lợi ích trực tiếp hơn và ít gián tiếp hơn từ việc hỗ trợ người khác so với thông thường. Hơn nữa, họ nhấn mạnh rằng hợp tác có thể không chỉ là sự tương tác giữa hai cá nhân mà có thể là một phần của mục tiêu rộng lớn hơn là thống nhất dân số.